# Christoph Schoener
Christoph Schoener (* 1953 in Heidelberg) ist ein deutscher Kirchenmusiker und Hochschullehrer.
Christoph Schoener studierte an der Hochschule für Musik Freiburg Kirchenmusik (A-Examen), Orgel bei Ludwig Doerr sowie Klavier bei Carl Seemann und Edith Picht-Axenfeld. Er ergänzte seine Ausbildung als Stipendiat der Studienstiftung des deutschen Volkes durch den Unterricht bei Gaston Litaize am Conservatoire à rayonnement régional de Saint-Maur-des-Fossés, welchen er mit einem ersten Preis („Premier Prix a l’unanimité“) abschloss. Später nahm er Unterricht bei Ewald Kooiman in Amsterdam. Von 1984 bis 1998 war er als Kantor und Organist an der Bielertkirche in Leverkusen-Opladen tätig. Dabei leitete er den Leverkusener Bachchor. Die Evangelischen Kirche im Rheinland berief ihn 1991 als Nachfolger von Wilhelm Wiedenhoff zum Landeskirchenmusikdirektor (LKMD) (gemeinsam mit Volker Ebers). Im Jahr 1996 schied er aus dem Amt als LKMD aus. Im Februar 1998 wurde er als Nachfolger Günter Jenas Kirchenmusikdirektor an der Hamburger Hauptkirche Sankt Michaelis. In kürzester Zeit gründete er den Chor St. Michaelis.
Er übernahm 2004 die künstlerische Leitung des 79. Bachfestes der Neuen Bachgesellschaft in Hamburg. Ab dem Wintersemester 2013/14 hatte er für vier Semester einen Lehrauftrag an der Hochschule für Musik und Theater „Felix Mendelssohn Bartholdy“ Leipzig. Ihm wurde 2018 vom Hamburger Senat der Ehrentitel Professor verliehen. Am 31. Dezember 2019 ging er als Kantor an der Hauptkirche von St. Michaelis in den Ruhestand. Sein Nachfolger wurde dort zum 1. Januar 2020 Jörg Endebrock.
Schwerpunkte seines Repertoires sind das Gesamtwerk Johann Sebastian Bach und die Deutsche Romantik. Er wurde 2016 für die Einspielung aller Orgel-Toccaten von Bach in der Kategorie „Audiophile Mehrkanaleinspielung des Jahres“ für Interpretation und Klang mit dem Echo Klassik geehrt.